# Russ Meyer
Russ Meyer (21. marts 1922 – 18. september 2004) var en amerikansk filminstruktør, manuskriptforfatter og fotograf, berømt for en række kultdyrkede komedier, der afspejler hans personlige begejstring for smukke kvinder med store bryster. Især krimikomedien Faster, Pussycat! Kill! Kill! (1965), om en trio af stærke strippere, der smider rundt med mændene, har haft et rigt efterliv.

## Filmografi
- The French Peep Show (1950)
- The Immoral Mr. Teas (1959)
- The Naked Camera (1961)
- Eve and the Handyman (1961)
- Erotica (1961)
- Wild Gals of the Naked West (1962)
- Skyscrapers and Brassieres (1963)
- Europe in the Raw (1963)
- Heavenly Bodies! (1963)
- Lorna (1964)
- Fanny Hill (1964)
- Mudhoney (1965)
- Faster, Pussycat! Kill! Kill! (1965)
- Motor Psycho (1965)
- Mondo Topless (1966)
- Common Law Cabin (1967)
- Good Morning... and Goodbye! (1967)
- Finders Keepers, Lovers Weepers! (1968)
- Vixen! (1968)
- Cherry, Harry & Raquel! (1970)
- Beyond the Valley of the Dolls (1970)
- The Seven Minutes (1971)
- Black Snake (1973)
- Supervixens (1975)
- Up! (1976)
- Beneath the Valley of the Ultra-Vixens (1979)
- Pandora Peaks (2001)

## Dansk litteratur
- René Rasmussen: Erotismens B-mester, artikel i Tusind øjne nr. 113, 1989
- Henrik List: Stor kunstner og gammel gris, artikel i Politiken, 18.8.1990
- Jack Stevenson: Russ Meyer – den sidste puritaner, artikel i Levende Billeder nr. 114, 1995
- Nicolas Barbano: Send flere bryster!, artikel i Event nr. 3, 1997
- Per Juul Carlsen: BrysterBrysterBrysterBrysterBrysterBryster, artikel i Politiken, 4.1.1997
- Ebbe Iversen: Når sex bliver til vold, artikel i Berlingske Tidende, 24.7.2000
- Nicolas Barbano: Babsekongen!, artikel i Donna nr. 1, 2004

## Udenlandsk litteratur
- David K. Frasier: Russ Meyer: The Life and Films (McFarland, 1991)
- Adolph A. Schwartz: Clean Breast: The Life and Loves of Russ Meyer (Hauck, 1995))
- Paul A. Woods: The Very Breast of Russ Meyer (Plexus Publishing, 2004)
- Doyle Greene: Lips Hips Tits Power: The Films Of Russ Meyer (Creation Books, 2004)
- Jimmy McDonough: Big Bosoms and Square Jaws: The Biography of Russ Meyer (Crown Publishers, 2005)
- Lasagna Roberto & Benvegnù Massimo: Russ Meyer: Una macchina da presa tra le gambe dell'American Dream (Castelvecchi, 2005)